# Christian Madsen (atlet)
 For alternative betydninger, se Christian Madsen. (Se også artikler, som begynder med Christian Madsen)
Christian Madsen (født d. 26. februar 1977) er en dansk eliteløber, som stiller op for Blovstrød Løverne. 
Hans eneste danske mesterskab blev vundet i 2000, da han sejrede til DM halvmaraton i tiden 1.07.20 timer. Han deltog i 2005 på landsholdet ved EM i bjergløb, hvor han sluttede på en 44. plads. Han har flere gange repræsenteret landsholdet ved de Nordiske Mesterskaber i cross.
- Er træner for Steen Walter